# Добеш
Добеш (пол. Dobiesz) — село в Польщі, у гміні Ґура-Кальварія Пясечинського повіту Мазовецького воєводства.
Населення — 357 осіб (2011).
У 1975-1998 роках село належало до Варшавського воєводства.

## Демографія
Демографічна структура станом на 31 березня 2011 року:
|          | Загалом | Допрацездатний вік | Працездатний вік | Постпрацездатний вік |
| -------- | ------- | ------------------ | ---------------- | -------------------- |
| Чоловіки | 175     | 47                 | 113              | 15                   |
| Жінки    | 182     | 42                 | 108              | 32                   |
| Разом    | 357     | 89                 | 221              | 47                   |